# Harpolithobius osellai
Harpolithobius osellai är en mångfotingart som beskrevs av Matic Z. 1983. Harpolithobius osellai ingår i släktet Harpolithobius och familjen stenkrypare.
Artens utbredningsområde är Turkiet. Inga underarter finns listade i Catalogue of Life.